# بيتر كامبل
بيتر كامبل (بالإنجليزية: Peter Campbell)‏ هو لاعب كرة قدم بريطاني (وحمل سابقاً جنسية المملكة المتحدة لبريطانيا العظمى وأيرلندا) في مركز الهجوم، ولد في 6 مارس 1857 في المملكة المتحدة، وتوفي في 1883 في خليج غاسكونيا في إسبانيا بسبب غرق. شارك مع منتخب اسكتلندا لكرة القدم. أما مع النوادي، فقد لعب مع بلاكبيرن روفرز ونادي رينجرز.

## وصلات خارجية
- بيتر كامبل على موقع الاتحاد الإسكتلندي (الإنجليزية)
- بيتر كامبل على موقع قاعدة بيانات كرة القدم.إي يو (الإنجليزية)
- بيتر كامبل على موقع قاعدة بيانات كرة القدم.إي يو (الإنجليزية)
- بيتر كامبل على موقع ناشيونال فوتبول تيمز (الإنجليزية)